# Ballonnet

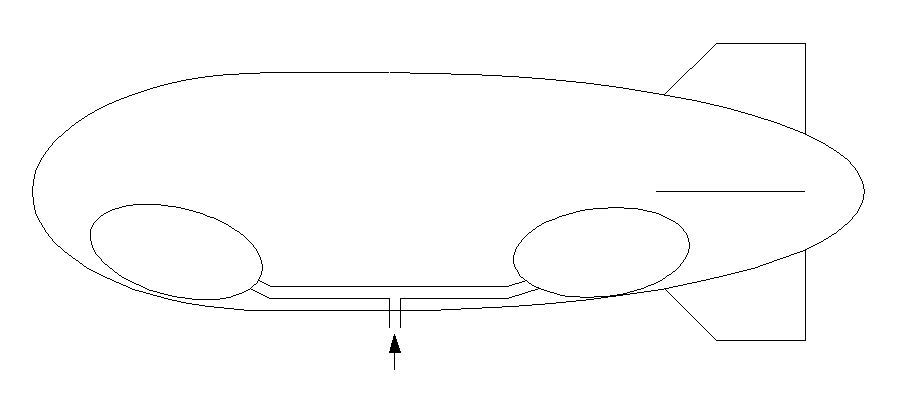
Ballonet binnenin een ballon

Een ballonnet, letterlijk ballonnetje, is een kleine ballon binnenin een grote ballon waarmee de druk in de grote ballon geregeld kan worden.
Is een luchtschip slechts gedeeltelijk gevuld, dan gaat de envelop slap hangen.
Daardoor heeft het schip een grotere luchtweerstand.
Het probleem wordt opgelost door de ballonnet samen te knijpen, waardoor het gas in de envelop wordt gedwongen en de envelop de gewenste sigaarvorm aanneemt.
Bij het stijve luchtschip, zoals de zeppelin, zijn geen ballonnets nodig, doordat de luchtzakken zich in een stijf omhulsel bevinden.
Een luchtballon drijft met de wind mee en heeft geen last van luchtweerstand, zodat hier ook geen ballonnets nodig zijn.